# Nok (kultura)

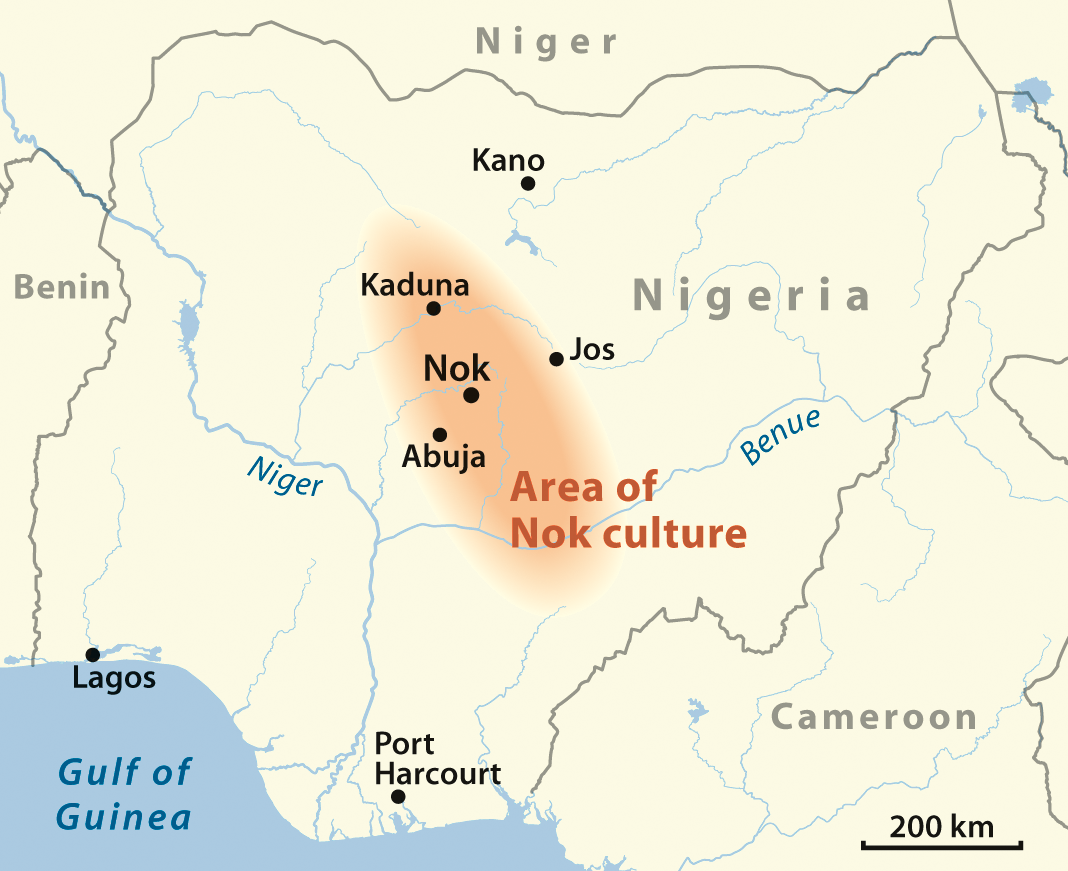
Zasięg kultury Nok

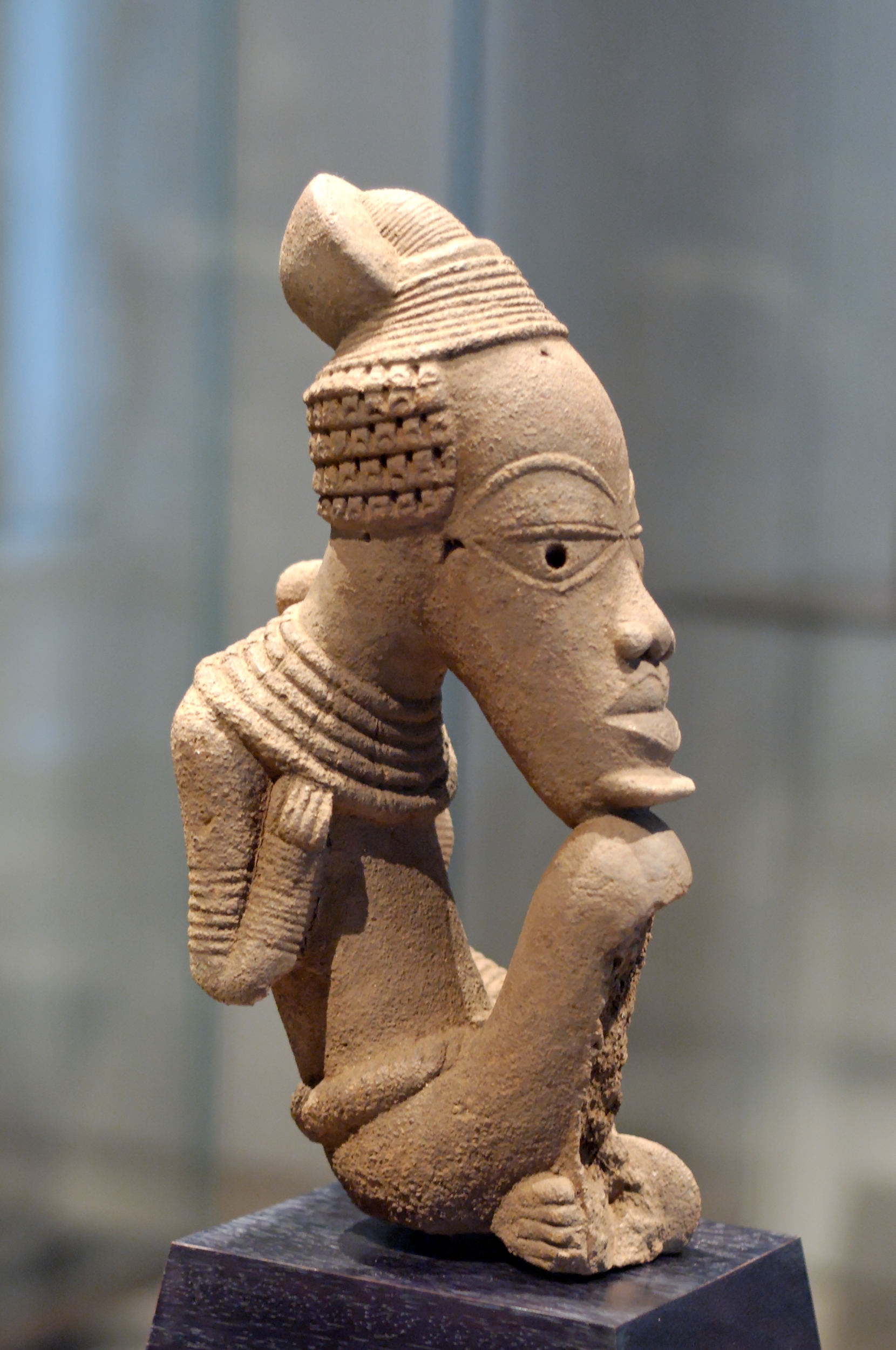
Figurka Nok

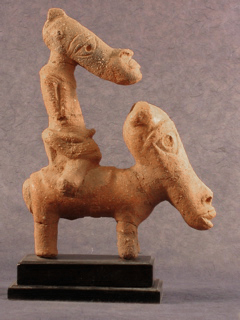
Jeździec na koniu

Nok, kultura Nok – kultura ludu zamieszkującego niegdyś tereny na południe od Sahary, między rzekami Niger i Benue (tereny dzisiejszej środkowej Nigerii). Lud ten prowadził osiadły tryb życia oraz zajmował się rolnictwem i hodowlą bydła. Istnienie kultury Nok datuje się na okres od około 500 roku p.n.e. do około 200 roku n.e. Pozostałe po niej ślady są najstarszymi rozpoznawalnymi dowodami istnienia zorganizowanego społeczeństwa na tym terenie Afryki.
Nazwa „Nok” pochodzi od współczesnej nazwy wsi, obok której dokonano pierwszego odkrycia figurek z terakoty, wytwarzanych przez tę ludność. Nazwą tą określa się zarówno kulturę jak i ową społeczność. Nok uznawana jest przez badaczy za najwcześniejszą kulturę używającą żelaza w obrębie Afryki Zachodniej. Pierwsze ślady tej cywilizacji odkryto przypadkowo w 1931 roku podczas wydobycia cyny w tamtym rejonie Nigerii.
Jedyne znalezione wytwory tej kultury to terakotowe rzeźby: głowy (często naturalnych rozmiarów), postacie ludzkie oraz figurki zwierząt. Są one zwykle wydrążone w środku i wypalone w paleniskach. Choć każda z figur jest unikatowa, niektóre cechy stylistyczne możemy znaleźć we wszystkich pracach. Są to: lekko trójkątne oczy ze źrenicami przedziurawionymi aż do wydrążonego rdzenia; otwory są także w ustach, nosach oraz uszach. Wargi są pełne i mają owalny kształt. Nad oczami są zwykle cienkie, łukowate brwi. Uderzającym aspektem wszystkich figur są wymyślne fryzury oraz biżuteria.
Rzeźby antropomorficzne często odnajdywane są w kawałkach. Kompletne figury znajdowane są rzadko. Zwykle przestawiane są w pozycji stojącej, siedzącej lub klęczącej. W porównaniu z rzeźbami ludzkimi, rzeźby zoomorficzne są dużo bardziej realistyczne. Niektóre figurki Nok dalekie są od przedstawienia idealnego zdrowia i piękna. Część rzeźb zdaje się ukazywać ludzi cierpiących na różne dolegliwości, jak np. słoniowacizna czy paraliż twarzy. Znaczenie figur Nok jest nadal nieznane. Nie wiadomo, do czego były używane i czemu odnajdywane są zwykle tylko głowy. Możliwe, że służyły do odprawiania  jakiś rytuałów, część z nich mogło być także przeznaczonych do ochrony przed chorobą.